# 周钢鸣
周钢鸣（1909年—1981年），原名周刚明，笔名周达、康敏，广西罗城人，中国现代作家、文艺评论家，广东省文学艺术界联合会原副主席，第五届全国政协委员。